# Ян Цзянь (стрибун у воду)
Ян Цзянь (10 червня 1994) — китайський стрибун у воду.
Призер Олімпійських Ігор 2020 року.
Чемпіон світу з водних видів спорту 2019 року, призер 2017 року.